# Municipio de Chagrin Falls
El municipio de Chagrin Falls (en inglés: Chagrin Falls Township) es un municipio ubicado en el condado de Cuyahoga en el estado estadounidense de Ohio. En el año 2010 tenía una población de 4233 habitantes y una densidad poblacional de 620,25 personas por km².

## Geografía
El municipio de Chagrin Falls se encuentra ubicado en las coordenadas 41°26′2″N 81°23′30″O / 41.43389, -81.39167. Según la Oficina del Censo de los Estados Unidos, el municipio tiene una superficie total de 6.82 km², de la cual 6.65 km² corresponden a tierra firme y (2.5%) 0.17 km² es agua.

## Demografía
Según el censo de 2010, había 4233 personas residiendo en el municipio de Chagrin Falls. La densidad de población era de 620,25 hab./km². De los 4233 habitantes, el municipio de Chagrin Falls estaba compuesto por el 97.94% blancos, el 0.43% eran afroamericanos, el 0.05% eran amerindios, el 0.83% eran asiáticos, el 0.09% eran isleños del Pacífico, el 0.07% eran de otras razas y el 0.59% pertenecían a dos o más razas. Del total de la población el 0.85% eran hispanos o latinos de cualquier raza.